# Villa Pagana
La villa Pagana - già villa Spinola - è un edificio residenziale situato nella frazione di San Michele di Pagana a Rapallo.
Situata alla sommità di Punta Pagana, al confine amministrativo con Santa Margherita Ligure, con parco privato comprendente il seicentesco castello di Punta Pagana, è dal 1959 una delle residenze magistrali del Gran maestro dell'Ordine di Malta. Per questo motivo è conosciuta localmente come villa dei Cavalieri di Malta o ancora semplicemente come villa Malta, definizioni tuttavia non corrette in quanto i nomi dovrebbero essere esclusivamente associati alla celebre sede storica romana del Gran Priorato.

## Storia

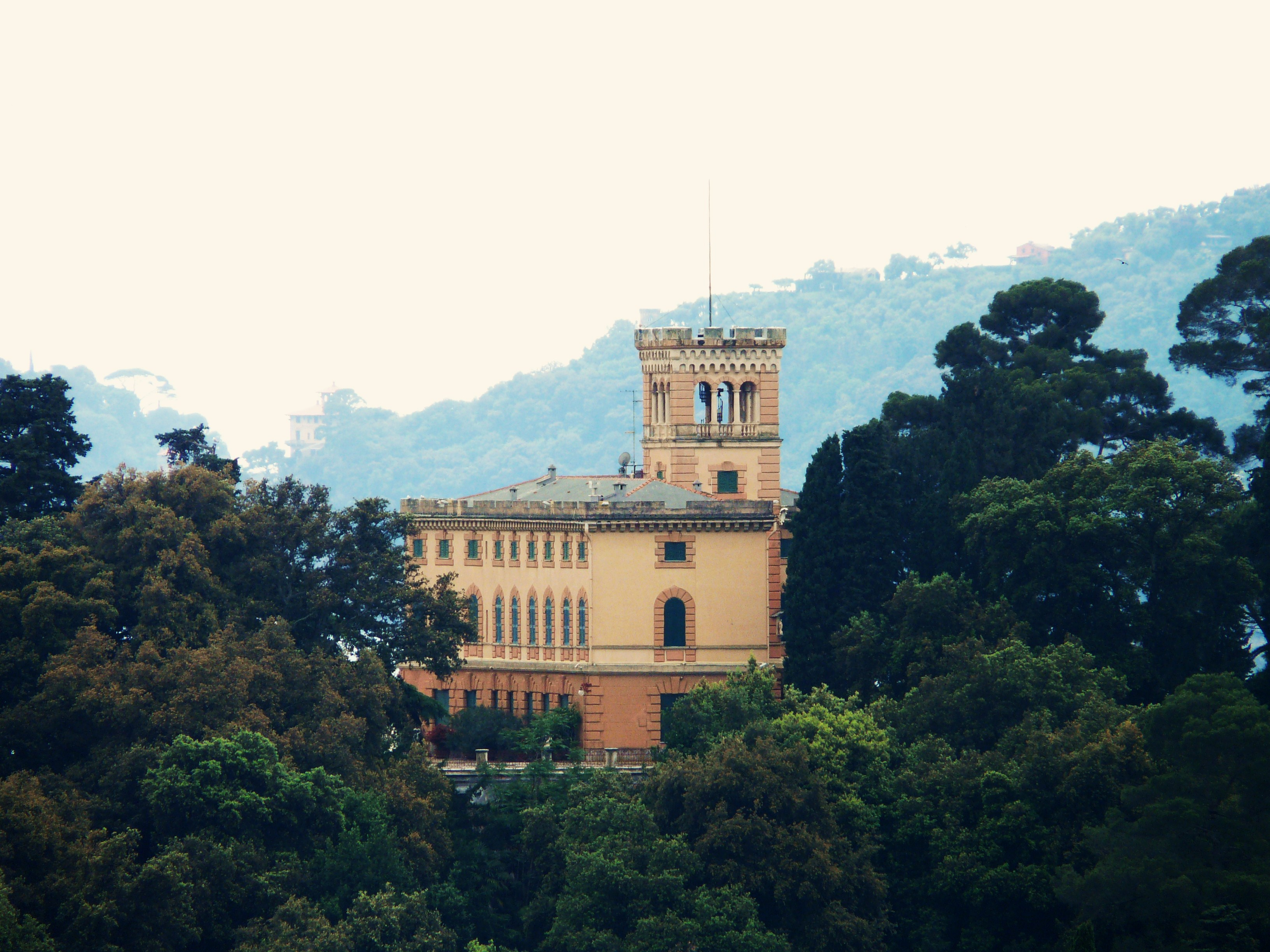
La villa dalla spiaggia di Prelo a San Michele di Pagana

La costruzione della prima villa fu voluta dalla famiglia Orero, originaria molto probabilmente dall'omonima località della val Fontanabuona, nei primi anni del XVII secolo, dopo l'acquisto delle terre della punta dalla famiglia rapallese dei Giudice; secondo i documenti storici il primo proprietario fu Francesco Orero.
Alla morte di questi, nel 1609, la proprietà dell'edificio passò ai figli Francesco e Bernardo che, ampliando in tali anni il corpo seicentesco del palazzo allo stato attuale, ne gestirono e condivisero l'intero patrimonio sino al 1641. I confini della proprietà, confinante con la vicina chiesa parrocchiale di San Michele Arcangelo, erano già composti dagli attuali terreni verso il mare, pressoché invariati nel tempo.
Gestito in seguito da Francesco Orero, raffigurato nella celebre tela La crocifissione del pittore fiammingo Antoon van Dyck, dopo la morte sopraggiunta il 24 luglio del 1644, i terreni e la villa passarono ai figli Gerolamo e Dionisio Orero. Problemi finanziari di questi ultimi ne decretarono la vendita al marchese Pier Francesco Cattaneo e, dopo il decesso nel 1708, al fratello Paolo Maria Cattaneo.

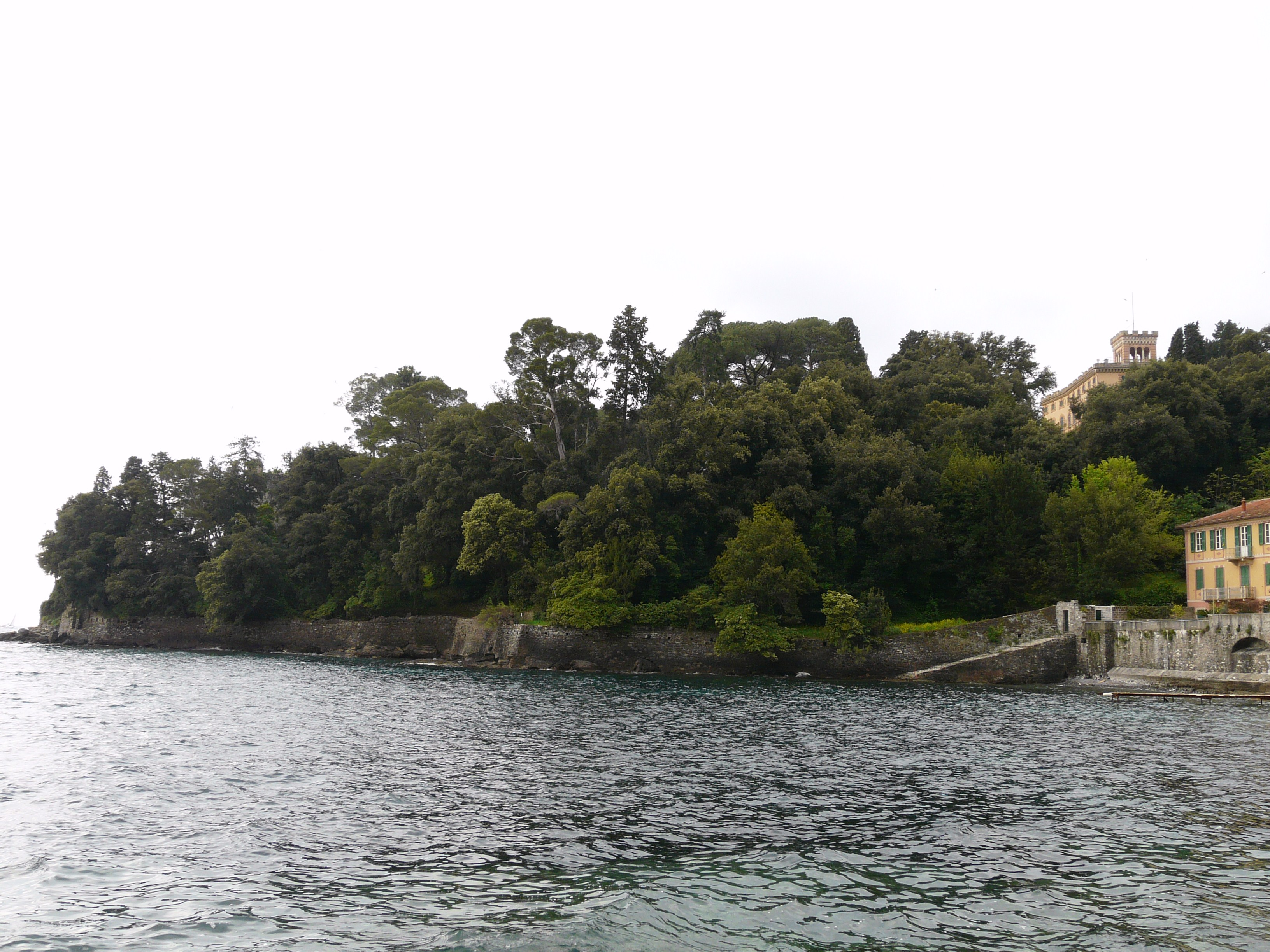
Il parco della villa a Punta Pagana

Grazie a vincoli di parentela la proprietà passò dai Cattaneo agli Spinola. Con i nuovi proprietari la villa e il suo parco-giardino subirono una nuova fase di arricchimento degli interni, con l'abbellimento di pregiati arredi e opere d'arte, e il "rifiorire" della zona boschiva con la piantumazione di alberi ad alto fusto, tra questi è ancora presente un centenario cedro del Libano. Durante la gestione della famiglia genovese il palazzo ospitò inoltre diverse personalità dell'Ottocento fra i quali, nel 1816, il principe Ferdinando I delle Due Sicilie e il fratello Giovanni, e ai primi del Novecento, la regina Margherita di Savoia col fratello principe Tommaso di Savoia.
Sarà l'ultimo esponente della famiglia, l'ammiraglio Franco Spinola, con testamento del 1955, a lasciare dal 1959 l'intera proprietà della villa, e del sottostante castello, all'ordine melitense.